# Białe tango
Białe tango (Ausspracheⓘ; auf Deutsch: der weiße Tango) ist eine 1981 produzierte und 1982 erstmals ausgestrahlte polnische Dramaserie unter der Regie von Janusz Kidawa. Das Drehbuch wurde von Maria Nurowska und Janusz Anderman geschrieben. Die außerhalb Polens weitestgehend unbekannte Serie stellt eine Besonderheit bei den Fernsehproduktionen der VR Polen dar, da sie ausschließlich das Leben weiblicher Protagonistinnen porträtierte und Frauen als Zielgruppe hatte. Des Weiteren wurden Themen wie Scheidung, Schwangerschaftsabbruch und die täglichen Herausforderungen allein erziehender Frauen behandelt.

## Handlung
Die Serie handelt von insgesamt acht Frauen, die am gleichen Arbeitsort in unterschiedlichen Bereichen tätig sind. Jede Folge erzählt die Geschichte einer dieser Protagonistinnen, die unterschiedlichen Alters sind und sich zudem in unterschiedlichen Lebenssituationen befinden, mit den individuellen Alltagssorgen und -freuden.

### Druga miłość (Die zweite Liebe)
Die Erste Episode ist Magda gewidmet, eine junge, attraktive Frau, die im Büro des Fabrikdirektors arbeitet. Nebenher studiert sie an der Universität und zieht ihr Kind alleine auf, das aus einer früheren Beziehung stammt. An der Universität lernt Magda Wieśek kennen. Der wortgewandte junge Mann gewinnt sofort ihr Herz. Magda sehnt sich nach der wahren Liebe und hofft, endlich sesshaft zu werden und den Partner für's Leben zu finden. Ihre Wünsche werden mit Wieśek allerdings enttäuscht, denn er verlässt sie, als er erfahren hat, dass sie bereits ein Kind aus einer früheren Beziehung hat.

### Na pół etatu (Nebenberuflich)
Die zweite Folge dreht sich um Jola, eine junge Frau, die als Teilzeitkraft im Sekretariat arbeitet. Sie kam aus einer kleinen Stadt im ländlichen Raum nach Warschau. In der Hauptstadt wollte sie einen Studienabschluss erlangen und eine Familie gründen. Sie erfährt allerdings viele Enttäuschungen und muss feststellen, dass ihre Wünsche nicht erfüllt werden. Sie entdeckt das vielseitige Leben in der polnischen Hauptstadt und folgt hedonistischen Zielen. Zufällig lernt sie dabei Jurek kennen, einen Journalisten, der mit ihr eine Familie gründen möchte. Als sie von Jurek schwanger wird, entschließt sie sich, ihr Leben nicht mehr nach ihren vorherigen konservativen Vorstellungen ausrichten zu wollen. Sie vollzieht einen Schwangerschaftsabbruch, worauf sich Jurek von ihr trennt.

### Klucz (Schlüssel)
Teresa, die in dieser Folge auch Ewa genannt wird, ist mit ihrer Ehe mit Piotr unzufrieden. Es kommt zur Trennung, während sie schwanger ist. Als sie endlich eine eigene Wohnung mieten kann, trennt sie sich endgültig von ihm, obwohl er vorgibt, sich mehr um die Beziehung zu bemühen. Teresa überdenkt ihre Entscheidung, die sie überstürzt getroffen hat. Nach der Entbindung überreicht sie einer Krankenschwester in der Klinik einen Brief für ihren Mann. Darin hält sie fest, dass sie die Beziehung fortsetzen möchte und im Brief befindet sich der Wohnungsschlüssel für die neue gemeinsame Wohnung.

### Choroba serca (Herzerkrankung)
Das Leben der Betriebsärztin Zofia pendelt zwischen der Klinikarbeit und ihren häuslichen Tätigkeiten. Sie kümmert sich um ihren Mann und ihre beiden heranwachsenden Töchter, hat aber kaum Zeit für sich selbst. Das Ehepaar entfremdet sich und ihr Ehemann Jerzy will sich scheiden lassen, weil er eine neue Liebe gefunden hat, von der er sich mehr gesehen fühlt. Für Zofia bricht eine Welt zusammen und sie beginnt, ihre gescheiterte Ehe zu reflektieren und stellt fest, dass ihr gemeinsames Eheleben zu sehr vernachlässigt wurde. Sie akzeptiert die Trennung, liebt Jerzy aber immer noch und kümmert sich aufopfernd um ihn, als sie erfahren hat, dass er schwer erkrankt ist. Doch als Jerzy wieder zu ihr ziehen will, lehnt sie sein Ansinnen ab.

### Koncert (Das Konzert)
Die Laborantin Jadwigę arbeitet in einem Vorstadtkrankenhaus bei Warschau. Sie lebt mit ihrem Ehemann, ihren drei Kindern und ihrem Vater in einer winzigen Wohnung. Über diese Lebensumstände beklagt sie sich nie, sie hat sich mit ihrem Alltagsleben arrangiert. Ihr ganzer Stolz ist ihre älteste Tochter, eine begabte Musikerin. Für sie stellt sich Jadwigę eine Karriere als Konzertgeigerin vor. Beim ersten größeren Konzert sollte der große musikalische Durchbruch erfolgen. Leider entpuppt sich das Konzert, in das ihre Mutter so große Hoffnungen gesetzt hatte, als völliges Fiasko.

### Decyzja (Die Entscheidung)
Irena arbeitet in einer Fabrik als Ingenieurin und zieht ihre heranwachsende Tochter Basia alleine auf, die schwer herzkrank ist. Das überbehütete Mädchen ist dieser Situation überdrüssig, sie möchte sich einer Herzoperation unterziehen, in der Hoffnung, endlich ein normales Leben führen zu können. Ihre Mutter, die dadurch keine Verbesserung erwartet, verwehrt ihr diese Operation.

### Podróż służbowa (Dienstreise)
Anna Pawłowicz ist die Direktorin eines Staatsunternehmens. Man könnte meinen, dass sie alles im Leben erreicht hat: Sie hat eine verantwortungsvolle Position im Betrieb, ein überdurchschnittliches Gehalt, eine schöne Wohnung und ein eigenes Auto. Mit ihrem Privatleben ist sie allerdings unzufrieden. Die Eheleute habe sich entfremdet und Anna leidet unter ihrer Alterung, weshalb sie sich entschließt, sich einer Schönheitsoperation zu unterziehen. Im letzten Moment ändert sie ihre Meinung und verwirft ihr Vorhaben. Sie kehrt nach Hause zurück, trifft dort ihren Ehemann in Begleitung einer anderen, jüngeren Frau an. Die Sendung endet damit.

### Oferta (Das Angebot)
Eugenia Lis, eine ältere, alleinstehende Frau arbeitet in einer Fabrik als Lageristin und ist fast mittellos. Sie hat ihren Ehemann und ihren Sohn bereits verloren und denkt in ihrer Melancholie nur noch an ihre eigene Beerdigung im selben Grab.
Um Geld für die Beerdigung anzusparen, beschließt Eugenia, ihre derzeitige Wohnung gegen eine kleinere einzutauschen. Beim Umzug lernt sie Stanisław kennen, einen liebenswerten pensionierten Eisenbahner. Die beiden werden ein Paar und ziehen zusammen.

## Musik
Die Musik für die Serie wurde von Piotr Marczewski geschrieben. Er schrieb auch das Lied „Białe tango“, das im Vorspann zu hören ist. Der Text wurde von Janusz Anderman geschrieben und von Halina Kunicka eingesungen. Andere Instrumentalstücke und Lieder, die in den späten 1970er und frühen 1980er Jahren in Polen populär waren, wurden ebenfalls in der Serie verwendet.

## Besetzung
| Rollenname                                                       | Schauspieler/in      |
| ---------------------------------------------------------------- | -------------------- |
| Magda Chojnacka                                                  | Laura Łącz           |
| Jola                                                             | Tatiana Sosna-Sarno  |
| Teresa (Ewa)                                                     | Dorota Stalińska     |
| Doktor Zofia Majewska                                            | Anna Ciepielewska    |
| Jadwigę                                                          | Halina Wyrodek       |
| Irena Zdanowska                                                  | Grażyna Staniszewska |
| Direktorin Anna Pawłowicz (in den ersten Episoden noch Gajewska) | Ewa Wiśniewska       |
| Eugenia Lis                                                      | Barbara Rachwalska   |

## Episodenliste
| Nummer | Länge  | Episode         | Deutsche Übersetzung | Regie         | Drehbuch                        |
| ------ | ------ | --------------- | -------------------- | ------------- | ------------------------------- |
| 1      | 53 min | Druga miłość    | Die zweite Liebe     | Janusz Kidawa | Janusz Anderman, Maria Nurowska |
| 2      | 62 min | Na pół etatu    | Nebenberuflich       | Janusz Kidawa | Janusz Anderman, Maria Nurowska |
| 3      | 62 min | Klucz           | Schlüssel            | Janusz Kidawa | Janusz Anderman, Maria Nurowska |
| 4      | 61 min | Choroba serca   | Herzerkrankung       | Janusz Kidawa | Janusz Anderman, Maria Nurowska |
| 5      | 52 min | Koncert         | Das Konzert          | Janusz Kidawa | Janusz Anderman, Maria Nurowska |
| 6      | 53 min | Decyzja         | Die Entscheidung     | Janusz Kidawa | Janusz Anderman, Maria Nurowska |
| 7      | 56 min | Podróż służbowa | Dienstreise          | Janusz Kidawa | Janusz Anderman, Maria Nurowska |
| 8      | 59 min | Oferta          | Das Angebot          | Janusz Kidawa | Janusz Anderman, Maria Nurowska |